# Teucholabis metamelania
Teucholabis metamelania là một loài ruồi trong họ Limoniidae. Chúng phân bố ở miền Australasia.